# Idioma tangoa
Tangoa, o Leon Tatagoa, es una lengua oceánica hablada en la isla de Tangoa, al sur de la isla de Espíritu Santo en Vanuatu. La comunidad fue un asentamiento de misioneros cristianos, lo que llevó a su uso como Lengua franca en la zona.

## Características
El tangoa es uno de los pocos idiomas de Vanuatu, y de hecho del mundo, que posee un conjunto de consonantes linguolabiales.